# Jon Rangfred Hansen
Jon Rangfred Hansen (* 19. Juni 1956) ist ein ehemaliger norwegischer Radrennfahrer und nationaler Meister im Radsport.

## Sportliche Laufbahn
Nach mehreren Titelgewinnen im Nachwuchsbereich gewann Hansen 1978 die nationale Meisterschaft in der Mannschaftsverfolgung gemeinsam mit Jan Georg Iversen, Harald Tiedemand Hansen und Asgeir Skarholt. Auch im Einzelrennen der Meisterschaften der Nordischen Länder war er erfolgreich, er siegte vor Geir Digerud. 1978 siegte er im Rennen Roserittet. 1979 gewann er mit der Fyen Rundt eines der ältesten Eintagesrennen in Dänemark. 1980 holte er den nationalen Titel im Straßenrennen. 1983 gewann er den Titel im Mannschaftszeitfahren mit Morten Sæther, Tom Pedersen und Dag Otto Lauritzen. Im Flèche du Sud 1983 belegte er den 3. Platz.